# Marcus Johansson
Marcus Johansson (* 6. října 1990 v Landskrona) je švédský hokejový útočník hrající severoamerickou ligu NHL za tým Minnesota Wild.

## Hráčská kariéra
S hokejem začal v týmu IF Lejonet a od kategorie do 18 let hrál v týmu Malmö Redhawks v sezóně 2005/06. Po sezóně odešel do týmu Färjestads BK, kde nadále pokračoval v kategorii do 18 let a v play-off v sezóně 2007/08 ve Färjestadsu debutoval v nejvyšší Švédské lize Elitserien. V následující sezóně už hrával pravidelně ve Färjestadsu v Elitserien a s týmem nakonec vybojoval titul. Od roku 2007 do 2009 měl také střídavé starty v podobě hostování v týmu Skåre BK, který hrál třetí nejvyšší ligu ve Švédsku Division 1. Poté, co vyhrál ligový titul s Färjestads BK, byl v roce 2009 draftován v 1. kole, celkově 24., týmem Washington Capitals, ale zůstal ještě jeden rok ve Färjestadsu, kde za 42 odehraných zápasů nasbíral 10 gólů a asistencí.
V létě 2010 odešel do Severní Ameriky do týmu Washington Capitals a v první sezóně v NHL 2010/11 hrával pravidelně za Capitals. Také odehrál v sezóně 2010/11 dva zápasy za farmářský tým Washingtonu Hershey Bears v AHL. Johansson se na dlouhé roky zabydlel v základní sestavě Capitals a odehrál více než 500 zápasů. Kvůli chybějící kolektivní smlouvě v ročníku 2012/13 byl posunut start soutěže NHL, šestnáct zápasů odehrál ve švédské nižší soutěži za BIK Karlskoga.
2. července 2017 byl vyměněn do New Jersey Devils‎‎ za výběr ve druhém a třetím kole vstupního draftu NHL 2018‎‎. S Devils se v průběhu následujícího roku a půl nepodařilo navázat na výkony. Vzhledem k tomu, že Devils neměli zájem nadále pokračovat s Johanssonem a jeho končící smlouva v létě 2019, v únoru 2019 jej vyměnili do ‎‎Boston Bruins‎‎ za výběr ve druhém kole vstupního draftu NHL 2019‎‎ a výběr ve čtvrtém kole ‎‎vstupního draftu NHL 2020‎‎. Devils navíc až do konce sezóny platili přes 40 procent jeho platu. ‎
‎Sezónu zakončil v Bruins, poté se připojil k ‎‎Buffalo Sabres‎‎ jako ‎‎volný hráč v červenci‎‎ 2019, kde podepsal dvouletou smlouvu, která by mu měla vynést průměrný roční plat 4,5 milionu dolarů. Po pouhém roce byl však v září 2020 vyměněn do ‎‎Minnesoty Wild‎‎, která poslala ‎‎Erica Staala‎‎ do Buffala. V Minnesotě mu v létě 2021 nevypršela končící smlouva, připojil se k nově vytvořenému klubu ‎‎Seattle Kraken‎‎ jako volný hráč. Tam však hrál pouze do března 2022, před uzávěrkou přestupu se vrátil ke svému bývalému zaměstnavateli Washington Capitals výměnou za ‎‎Daniela Spronga‎‎, výběr ve čtvrtém kole ‎‎vstupního draftu NHL 2022‎‎ a výběr v šestém kole vstupního draftu NHL 2023‎‎. Podmínka výměny byla aby Seattle Kraken nadále platil polovinu Johanssonova platu. Poté hrál ve Washingtonu pouze do února 2023, než se vrátil zpět Minnesoty Wild výměnou za třetí kolo vstupního draftu NHL 2024.

## Ocenění a úspěchy
- 2024 MS – Nejlepší hráč v pobytu na ledě (+/-)
- 2024 MS – Top tří nejlepších hráčů v týmu

## Prvenství
- Debut v NHL – 8. října 2010 (Atlanta Thrashers proti Washington Capitals)
- První gól v NHL – 19. října 2010 (Washington Capitals proti Boston Bruins, americkému brankáři Tim Thomas)
- První asistence v NHL – 26. listopadu 2010 (Washington Capitals proti Tampa Bay Lightning)

## Klubové statistiky

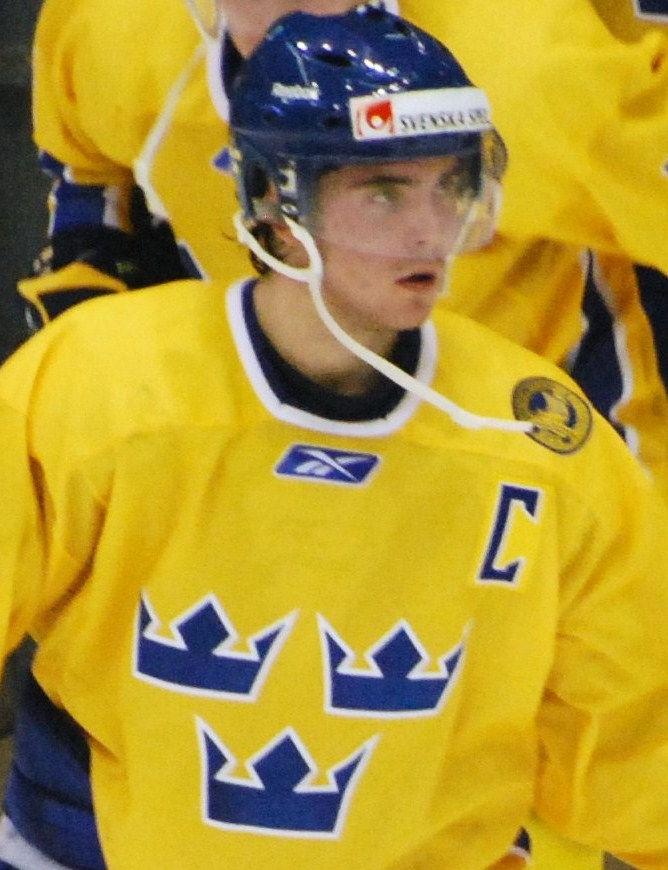
Marcus Johansson byl kapitánem švédského výběru do 20 let v mistrovství světa juniorů 2010.

| Sezóna       | Klub                | Soutěž       |     | Základní část | Základní část | Základní část | Základní část | Základní část |    | Play off | Play off | Play off | Play off | Play off |
| Sezóna       | Klub                | Soutěž       | Z   | G             | A             | B             | TM            | Z             | G  | A        | B        | TM       |          |          |
| 2005/2006    | Malmö Redhawks 18   | HAll.-18     | 12  | 0             | 7             | 7             | 0             | 6             | 0  | 4        | 4        | 0        |          |          |
| 2006/2007    | Färjestads BK 18    | HAll.-18     | 12  | 5             | 9             | 14            | 8             | 8             | 7  | 3        | 10       | 2        |          |          |
| 2007/2008    | Färjestads BK 18    | SE-18        | 16  | 6             | 14            | 20            | 16            | —             | —  | —        | —        | —        |          |          |
| 2007/2008    | Färjestads BK 18    | HAll.-18     | 12  | 6             | 12            | 18            | 0             | 8             | 4  | 8        | 12       | 0        |          |          |
| 2007/2008    | Färjestads BK       | SEL          | 0   | 0             | 0             | 0             | 0             | 3             | 0  | 0        | 0        | 0        |          |          |
| 2007/2008    | Skåre BK            | Div 1        | 19  | 2             | 10            | 12            | 10            | —             | —  | —        | —        | —        |          |          |
| 2008/2009    | Färjestads BK 18    | HAll.-18     | 2   | 2             | 0             | 2             | 0             | —             | —  | —        | —        | —        |          |          |
| 2008/2009    | Färjestads BK       | SEL          | 45  | 5             | 5             | 10            | 10            | 6             | 0  | 0        | 0        | 0        |          |          |
| 2008/2009    | Skåre BK            | Div 1        | 5   | 5             | 5             | 10            | 0             | —             | —  | —        | —        | —        |          |          |
| 2009/2010    | Färjestads BK       | SEL          | 42  | 10            | 10            | 20            | 10            | 7             | 0  | 5        | 5        | 2        |          |          |
| 2010/2011    | Hershey Bears       | AHL          | 2   | 0             | 0             | 0             | 0             | —             | —  | —        | —        | —        |          |          |
| 2010/2011    | Washington Capitals | NHL          | 69  | 13            | 14            | 27            | 10            | 9             | 2  | 4        | 6        | 0        |          |          |
| 2011/2012    | Washington Capitals | NHL          | 80  | 14            | 32            | 46            | 8             | 14            | 1  | 2        | 3        | 0        |          |          |
| 2012/2013    | BIK Karlskoga       | HAll.        | 16  | 8             | 10            | 18            | 8             | —             | —  | —        | —        | —        |          |          |
| 2012/2013    | Washington Capitals | NHL          | 34  | 6             | 16            | 22            | 4             | 7             | 1  | 1        | 2        | 0        |          |          |
| 2013/2014    | Washington Capitals | NHL          | 80  | 8             | 36            | 44            | 4             | —             | —  | —        | —        | —        |          |          |
| 2014/2015    | Washington Capitals | NHL          | 82  | 20            | 27            | 47            | 10            | 14            | 1  | 3        | 4        | 2        |          |          |
| 2015/2016    | Washington Capitals | NHL          | 74  | 17            | 29            | 46            | 16            | 12            | 2  | 5        | 7        | 2        |          |          |
| 2016/2017    | Washington Capitals | NHL          | 82  | 24            | 34            | 58            | 10            | 13            | 2  | 6        | 8        | 2        |          |          |
| 2017/2018    | New Jersey Devils   | NHL          | 29  | 5             | 9             | 14            | 14            | 3             | 0  | 0        | 0        | 0        |          |          |
| 2018/2019    | New Jersey Devils   | NHL          | 48  | 12            | 15            | 27            | 8             | —             | —  | —        | —        | —        |          |          |
| 2018/2019    | Boston Bruins       | NHL          | 10  | 1             | 2             | 3             | 0             | —             | —  | —        | —        | —        |          |          |
| 2019/2020    | Buffalo Sabres      | NHL          | 60  | 9             | 21            | 30            | 20            | —             | —  | —        | —        | —        |          |          |
| 2020/2021    | Minnesota Wild      | NHL          | 36  | 6             | 8             | 14            | 4             | 3             | 0  | 0        | 0        | 0        |          |          |
| 2021/2022    | Seattle Kraken      | NHL          | 51  | 6             | 17            | 23            | 4             | —             | —  | —        | —        | —        |          |          |
| 2021/2022    | Washington Capitals | NHL          | 18  | 3             | 3             | 6             | 0             | 6             | 1  | 1        | 2        | 0        |          |          |
| 2022/2023    | Washington Capitals | NHL          | 60  | 13            | 15            | 28            | 8             | —             | —  | —        | —        | —        |          |          |
| 2022/2023    | Minnesota Wild      | NHL          | 20  | 6             | 12            | 18            | 0             | 6             | 2  | 0        | 2        | 0        |          |          |
| 2023/2024    | Minnesota Wild      | NHL          | 78  | 11            | 19            | 30            | 22            | —             | —  | —        | —        | —        |          |          |
| 2024/2025    | Minnesota Wild      | NHL          | 72  | 11            | 23            | 34            | 12            | 5             | 0  | 2        | 2        | 0        |          |          |
| Celkem v NHL | Celkem v NHL        | Celkem v NHL | 983 | 185           | 332           | 517           | 154           | 114           | 16 | 31       | 47       | 6        |          |          |

## Reprezentace
| Rok                       | Tým                       | Soutěž                    | Z  | G  | A  | B  | TM |
| ------------------------- | ------------------------- | ------------------------- | -- | -- | -- | -- | -- |
| 2007                      | Švédsko 18                | MS-18                     | 6  | 0  | 4  | 4  | 0  |
| 2008                      | Švédsko 18                | MS-18                     | 6  | 3  | 2  | 5  | 14 |
| 2009                      | Švédsko 20                | MSJ                       | 6  | 2  | 0  | 2  | 0  |
| 2010                      | Švédsko 20                | MSJ                       | 5  | 1  | 5  | 6  | 29 |
| 2014                      | Švédsko                   | OH                        | 5  | 0  | 1  | 1  | 4  |
| 2024                      | Švédsko                   | MS                        | 9  | 6  | 6  | 12 | 2  |
| 2025                      | Švédsko                   | MS                        | 9  | 4  | 4  | 8  | 2  |
| Juniorská kariéra celkově | Juniorská kariéra celkově | Juniorská kariéra celkově | 23 | 6  | 11 | 17 | 43 |
| Seniorská kariéra celkově | Seniorská kariéra celkově | Seniorská kariéra celkově | 23 | 10 | 11 | 21 | 8  |